# Filip van Artevelde
Filip van Artevelde, född 1340 i Gent, död 27 november 1382, var en flamländsk upprorsledare, son till Jakob van Artevelde.
Han ledde 1381 ett uppror mot Ludvig II av Flandern, och lyckades befria Gent och större delen av Flandern, medan Ludvig tvingades fly till Frankrike. Med hjälp av sin svärson Filip II av Burgund återkom han dock och van Artevelde stupade i slaget vid Roosebecke, där upprorsarmén krossades.